# Arthurlie F.C.
Arthurlie F.C., właśc. Arthurlie Football Club – szkocki klub piłkarski z siedzibą w Barrhead.

## Historia
Klub został założony w 1874. W swojej historii występował przez 19 sezonów na poziomie drugiej ligi, w czasach kiedy stanowiły ją rozgrywki Second Division, po raz ostatni w edycji 1928/1929.

## Reprezentanci kraju grający w klubie
|  | - Johnny Anderson - John Kelly - Alex Lochhead - Tommy Logan - John Macaulay |  | - Robert McPherson - Alex Menzies - Andrew Thomson - Thomas Turner - Andy Weir |